# 제1차 영국-네덜란드 전쟁
제1차 영국-네덜란드 전쟁(영어: The First Anglo-Dutch War, 네덜란드어: Eerste Engelse zeeoorlog)은 1652년부터 1654년까지 잉글랜드 연방과 네덜란드 공화국의 해군 사이에 벌어진 오로지 해상을 전장으로 하는 전쟁이다.
잉글랜드와 네덜란드 간의 무역 분쟁에서 시작하여 잉글랜드가 네덜란드 상선을 공격함으로써 시작되었지만, 대규모 함대의 출동으로 전투가 확대되었다. 결과적으로 잉글랜드 해군은 잉글랜드 근해의 제해권을 얻을 수 있었고, 잉글랜드와 잉글랜드의 식민지와의 무역에서 배타적 독점권을 인정받게 되었다. 이 전쟁은 영국-네덜란드 전쟁의 첫 전쟁이 되었다.

## 배경
16세기 잉글랜드와 네덜란드 공화국은 합스부르크 가의 야망에 맞서 군사 동맹을 맺었다. 1588년의 함대 해전에서 두 나라는 협력하여 스페인 무적함대와 싸웠다. 팔십년 전쟁(1568년 – 1648년)에서는 잉글랜드가 군비를 지원하고, 군대를 파병하여 네덜란드 공화국을 지원했다. 네덜란드 정부에는 전쟁에서 상호 협력을 보다 확실하게 하기 위해 잉글랜드 측의 대표자가 상주하고 있었을 정도였다.
1648년에 끝난 30년 전쟁(1618년 - 1648년) 이후에 스페인의 국력이 약해졌고, 많은 포르투갈 제국 영토와 스페인 제국령 식민지와 그곳에서 생산되는 광물 자원은 사실상 누구 손에 넣을 수 있게 되었다. 그리고 잉글랜드의 제국령 진출은 과거 동맹국이었던 네덜란드를 분쟁 속으로 끌어 들였다. 네덜란드도 스페인과의 강화가 성립되었기 때문에 빠르게 이베리아 반도 지역이 주요 무역 상대로서 기존의 잉글랜드를 대신하게 되었으며, 이외에 1590년 이래 네덜란드 무역에 관련된 잉글랜드 측의 불만도 사그라지지 않고, 계속 쌓여가고 있었다.
17세기 중반 네덜란드는 유럽에서 다른 모든 나라들이 가진 함대 수의 총합을 능가할 정도의 거대한 상업 함대를 가지고 있었으며, 이는 주로 해상 상거래에 따른 것이었다. 네덜란드는 자바에서 일본에 이르기까지 해상 무역과 무역로를 독점하여 막대한 중간 이익을 본국으로 가져다 주었다. 게다가 유럽 국가 간의 해상 운송에도 손을 뻗어 특히 북해 무역, 발트해 무역에서도 지배적인 위치에 있었다. 이어 네덜란드는 이전 포르투갈령의 대부분을 정복하고 동인도 제도(현 인도네시아)와 브라질에서 그 교역의 대부분을 지배했고, 막대한 수익을 주는 향신료 거래의 권한을 쥐고 있었다. 그리고 네덜란드는 당시 아직 작은 존재에 불과했던 잉글랜드령 북미 식민지와 잉글랜드 사이의 무역에 중대한 영향력을 행사하게 된 것이다.
잉글랜드와 네덜란드 사이의 통상 무역과 해운의 불균형은 커져갔다. 그 이유는 첫째, 잉글랜드의 통상 체계는 관세와 운임을 기반으로 한 반면, 네덜란드의 통상 체계는 관세와 운임 없이 자유무역에 기반하고 있었기 때문이다. 따라서 네덜란드 제품은 세계 시장에서 잉글랜드의 상품보다 더 저렴하고, 더 경쟁력이 있었다. 예를 들어, 영어를 구사하는 미국의 항구에서 광범위하게 거래했던 잉글랜드의 양모 무역상은 1651년에 판매를 위해 미국에 양모 옷을 가지고 갔지만, 4천~5천 자루의 양모를 판매하지 못하고 미국의 항구를 떠날 것으로 예상되었다. 반면 네덜란드 선박은 1천 자루의 미판매분만을 가지고 떠날 수 있었던 것이다. 이러한 불균형으로 인해, 잉글랜드의 전통 시장인 발트해, 독일, 스칸디나 반도에서도 잉글랜드의 무역은 쇠퇴하고 있었다.
17세기 중엽에 네덜란드 해운과 통상의 장점의 두 번째 원인은 30년 전쟁(1618–1648)의 종결이었다. 이것은 네덜란드의 관점에서 보면 스페인으로부터 독립을 쟁취한 팔십년 전쟁(1568-1648)의 종결이기도 했다. 전쟁의 종식은 스페인에 의해 네덜란드 해안과 해운의 봉쇄를 해제하는 것을 의미했다. 이것은 네덜란드 화물 운송 요금과 해상보험료의 급격한 하락으로 인해 네덜란드 제품이 더 저렴한 가격으로 공급될 수 있음을 의미했다. 게다가 스페인과 네덜란드의 관계 정상화에 따라 양국 간 무역은 즉각 재개되었다. 반면, 잉글랜드는 스페인과의 무역이 여전히 제한되어 있었다. 1651년경, 잉글랜드는 경기 침체 상태에 빠졌다.
네덜란드 통상이 유리했던 세 번째 이유는 청교도 혁명 발발에 따른 잉글랜드 내전(1642년 - 1651년)이었다. 1649년, 의회는 군주를 전복하고, 찰스 1세를 참수하였으며, 1651년까지 잉글랜드 의회는 국내와 해외 식민지 일부에서 왕당파와의 전쟁을 치러야 했다. 동시에, 전쟁은 잉글랜드의 무역과 해운에 큰 혼란을 야기했다. 그들의 상업적 상황을 광범위하게 연구하기 위해, 1650년 8월 1일 의회는 법으로 최초의 무역위원회를 설립했다. 1650년 10월, 왕당파 식민지를 제압하고, 왕당파들이 잉글랜드로부터 도주를 방지하기 위해 의회는 외국 국적의 배들이 허가없이 미국의 잉글랜드령 농장을 방문하거나 무역하는 것을 금지시켰다. 이 법은 성급하게 법제화된 일시적으로 제정된 전쟁 조치였지만, 모든 국가를 포함하는 것으로 일반적으로 알려졌지만, 사실은 네덜란드를 겨냥한 것이었고, 신중하게 준비된 ‘항해법’으로 그 해에 대체되었다. 한 세기 뒤에 글을 써서, 애덤 앤더슨은 “잉글랜드의 상인들이 과거 몇 년간 잉글랜드의 화물 운송료보다 더 낮은 운임을 받고 집으로 돌아오는 것을 선호해 왔다. 네덜란드 해운은 심지어 미국 제품을 우리가 수입하는 데도 사용되었고, 우리의 해운은 항구에서 썩어 가고 있었다.” 잉글랜드인들은 잉글랜드 내전의 혼란을 이용하여 이득을 취하고 있다고 네덜란드인들을 비난했다.
1639년 10월 21일, 다운스 해전에서 스페인 함대에 승리하면서 네덜란드 해군력에 대한 자신감이 커졌다. 1648년 스페인과 〈베스트팔렌 조약〉을 맺은 이후 네덜란드의 해군력은 상당히 감소했다. 네덜란드 해군은 ‘컬리지’(colleges)라고 불리는 5개의 자치적인 해군 본부가 있었다. 1648년 이후에는 각각의 ‘컬리지’가 소유하고 있던 많은 선박이 매각되었다. 매각된 선박 중에는 네덜란드 제독 마르텐 트롬프의 57개의 포를 장비한 배수량 600톤 기함인 〈에밀리아 호〉(Aemilia)도 있었다. 트롬프는 새롭게 배수량 600톤에 54개의 대포를 가진 〈부레다로데 호〉(Brederode)를 주력함으로 삼아야 했다. 이러한 처분 결과, 1652년에 제1차 영란 전쟁이 발발했을 때, 네덜란드 해군에는 불과 79척 밖에 남아 있지 않았다. 또한, 그 수리 상태도 양호하지 않았고, 대양 항해를 견딜 수 있는 배는 50척에 미치지 못했다. 이러한 네덜란드 해군의 미비함은 무장 상선으로 보충되었다. 네덜란드 선박은 훨씬 규모가 큰 잉글랜드의 1등함과 2등함에 비해서도 화력이 떨어지고 있었다.
반면, 잉글랜드 연방 해군은 처음보다 좋은 상태에 있었고, 꾸준히 개량되고 있었다. 연방은 스콧틀랜드와 아일랜드에서의 전쟁에서 크롬웰 군을 보조하고, 보급을 했던 강력하고, 효율적인 해군으로 1652년 잉글랜드 내전에서 승리를 거두었다. 루퍼트 왕자의 왕당파 함대는 리스본에서 봉쇄를 당했고, 유럽의 모든 항구에서 출항하는 다수의 사략선으로부터 잉글랜드 연방의 상선을 보호하기 위해 호송 체계를 조직했다. 1650년 9월 24일 연방의 제독으로 임명된 로버트 블레이크는 사나운 강풍 속에서 포르투갈 함대를 물리쳐 포르투갈의 부제독을 침몰시키고, 7척의 함선을 나포했으며, 포르투갈이 루퍼트를 보호하지 않도록 강제했다. 1651년에는 실리 제도, 맨섬, 채널 제도의 왕당파의 요새 공략했고, 1652년에는 조지 아이스큐 장군이 서인도 제도와 북미의 잉글랜드 식민지를 회복했다. 잉글랜드 해군은 1650년 11월 10일 제정한 법으로 상선에 대해 15%의 세금을 부과하여 자금을 조달하여 호송을 하는 해군의 비용을 충당했다. 1649년에서 1651년 사이에 잉글랜드 의회는 잉글랜드 연방 해군을 상당히 확장시키고, 개선했다. 네덜란드 해군 트롬프 제독의 새로운 기함 ‘부레데로데’(Brederode)는 네덜란드 해군 최대의 선박이었다. 그러나 잉글랜드는 ‘부레데로데’보다 화력이 뛰어난 선박을 18척이나 보유하고 있었다. 게다가, 잉글랜드의 배는 더 컸고, 더 많은 대포를 장착했으며, 네덜란드 해군의 대포보다 더 컸다. 그리하여 잉글랜드는 더 먼 거리에서 적함을 타격할 수 있었으며, 더 큰 손상을 입힐 수 있었다.

## 정치적 긴장
잉글랜드 내전 중에, 네덜란드의 스타트허우더 오라녜 공 프레데리크 헨드리크는 찰스 1세에게 주요한 재정적 지원을 했다.

## 같이 보기
- 335년 전쟁

## 참고 문헌
- Israel, Jonathan I. (1995). 《The Dutch Republic: Its Rise, Greatness and Fall, 1477–1806》. Oxford: Clarendon Press. ISBN 0-19-873072-1.
- Kennedy, Paul M. (1976). 《The Rise and Fall of British Sea Mastery》. New York: Scribner. ISBN 0-684-14609-6.